# آرشی دیوین
آرشی دیوین (انگلیسی: Archie Devine; ۲ آوریل ۱۸۸۷ – ۳۰ سپتامبر ۱۹۶۴) بازیکن فوتبال اهل بریتانیا بود.
از باشگاه‌هایی که در آن بازی کرده‌است می‌توان به باشگاه فوتبال برادفورد سیتی، باشگاه فوتبال آرسنال، باشگاه فوتبال هارت آف میدلوتیان، باشگاه فوتبال فالکیرک، و تیم ملی فوتبال اسکاتلند اشاره کرد.
وی همچنین در تیم ملی فوتبال اسکاتلند بازی کرده‌است.